# Stellaria gyirongensis
Stellaria gyirongensis là loài thực vật có hoa thuộc họ Cẩm chướng. Loài này được L.H. Zhou miêu tả khoa học đầu tiên năm 1983.